# Universidade de Amsterdã

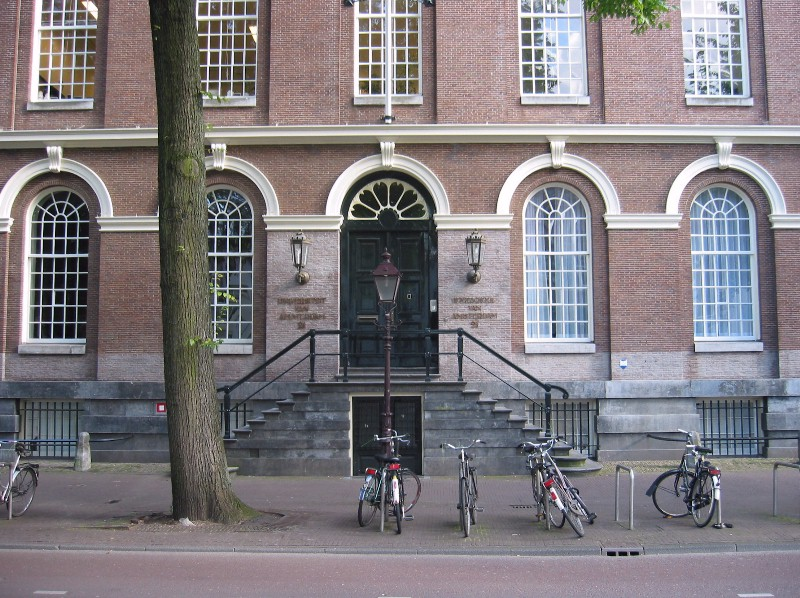
Prédio da Universidade de Amsterdão.

A Universidade de Amesterdão (Universiteit van Amsterdam (UvA) em neerlandês) é uma instituição de ensino superior pública localizada no coração da cidade de Amesterdão, Países Baixos. É uma das maiores universidades do país, tendo capacidade para acolher cerca de 16.000 alunos.
A universidade tem como antecessor o Ateneu Ilustre, oficialmente reconhecida como uma instituição de ensino superior em 1815, e renomeado como Universiteit van Amsterdam em 1877. Até 1961 o prefeito de Amsterdão era o reitor da Universidade, sendo que os professores eram nomeados pela Câmara Municipal. Desde esse ano, a UvA tem sido financiada e gerida pelo Estado.